# Cima de Togo
Cima de Togo är en ort i Mexiko.   Den ligger i kommunen Cuautepec de Hinojosa och delstaten Hidalgo, i den sydöstra delen av landet, 120 km nordost om huvudstaden Mexico City. Cima de Togo ligger 2 427 meter över havet och antalet invånare är 303.
Terrängen runt Cima de Togo är kuperad, och sluttar norrut. Runt Cima de Togo är det ganska tätbefolkat, med 56 invånare per kvadratkilometer. Närmaste större samhälle är Tulancingo, 18,4 km väster om Cima de Togo. I omgivningarna runt Cima de Togo växer huvudsakligen savannskog.